# Tổng giáo phận vương quyền Salzburg
Giáo phận Vương quyền Salzburg (tiếng Đức: Fürsterzbistum Salzburg) là một Điền trang hoàng gia và nhà nước giáo hội của Đế quốc La Mã Thần thánh. Nó là một lãnh thổ thế tục được cai trị bởi Tổng giám mục của Salzburg (đừng nên nhầm lẫn với Giáo phận Công giáo Salzburg, có diện tích lớn hơn được thành lập vào năm 739 bởi Thánh Boniface, nằm trong Công quốc Bavaria gốc Đức). Thủ phủ của Giáo phận vương quyền là Salzburg.
Từ cuối thế kỷ XIII trở đi, các Tổng giám mục dần dần đạt đến quyền lực chuyên chế hoàng gia khi cai trị lãnh thổ của mình độc lập khỏi Công quốc Bayern. Salzburg vẫn là một công quốc giáo hội cho đến khi nó được thế tục hoá thành Tuyển hầu xứ Salzburg trong một thời gian ngắn từ năm 1803 đến năm 1805.
Trong tổng số 6 Tổng giáo phận vương quyền của Đức (cùng với Mainz, Cologne và Trier), Magdeburg, Bremen và Salzburg không nhận được gì từ Sắc chỉ Vàng năm 1356. Vị Giám mục vương quyền cuối cùng thực hiện quyền lực thế tục của Salzburg là Bá tước Hieronymus von Colloredo, người đã bảo trợ cho thiên tài âm nhạc Wolfgang Amadeus Mozart.

## Địa lý
Lãnh thổ của Tổng giáo phận vương quyền gần tương đương với bang Salzburg của Cộng hòa Áo ngày nay. Nó trải dài dọc theo sông Salzach từ dãy Hohe Tauern. Großvenediger ở độ cao 3.666 m (12.028 ft)—tại chuỗi chính của dãy Alps ở phía nam tới chân đồi Alpine ở phía bắc. Ở đây nó cũng bao gồm Rupertiwinkel ngày nay trên bờ phía tây của Salzach, ngày nay là một phần của bang Bayern của Đức. Các vùng đất của tổng giáo phận trước đây theo truyền thống được chia thành năm phần lãnh thổ lịch sử (Gaue): Flachgau với thủ đô Salzburg và Tennengau xung quanh Hallein đều nằm trong thung lũng Salzach rộng lớn ở rìa dãy núi Alps đá vôi phía Bắc; các khu vực núi phía nam (Innergebirg) là Pinzgau, Pongau xung quanh Bischofshofen, và đông nam Lungau bên kia đèo Radstädter Tauern.
Ở phía bắc và phía đông, Tổng giám mục vương quyền Salzburg giáp với Công quốc Áo, một lãnh địa cũ của Bayern, đã giành được độc lập vào năm 1156 và được nâng lên thành một Đại công quốc vào năm 1457, phát triển thành hạt nhân của chế độ quân chủ Habsburg. Vùng biên giới Salzkammergut, ngày nay là Di sản Thế giới được UNESCO công nhận, với tư cách là một khu vực buôn bán muối quan trọng đã dần dần bị Vương tộc Habsburg hùng mạnh chiếm giữ và sáp nhập vào vùng đất Thượng Áo. Ở phía đông nam, Salzburg tiếp giáp với Công quốc Styria, cũng được cai trị bởi các Đại công tước Habsburg trong liên minh cá nhân kể từ năm 1192. Đến năm 1335, các nhiếp chính người Áo cũng đã giành được Công quốc Carinthia cũ ở phía nam, lãnh thổ Styrian và Carinthian được sáp nhập vào Nội Áo vào năm 1379. Cuộc bao vây Habsburg gần như hoàn thành khi vào năm 1363, các đại công tước cũng chiếm được Bá quốc Tirol ở phía tây. Chỉ ở phía tây bắc Salzburg mới giáp với Công quốc Bayern (được nâng lên thành Tuyển đế hầu vào năm 1623) và Berchtesgaden Provostry nhỏ bé, nơi có thể giữ được nền độc lập cho đến khi Hòa giải Đức diễn ra vào năm 1803.

## Giám mục vương quyền

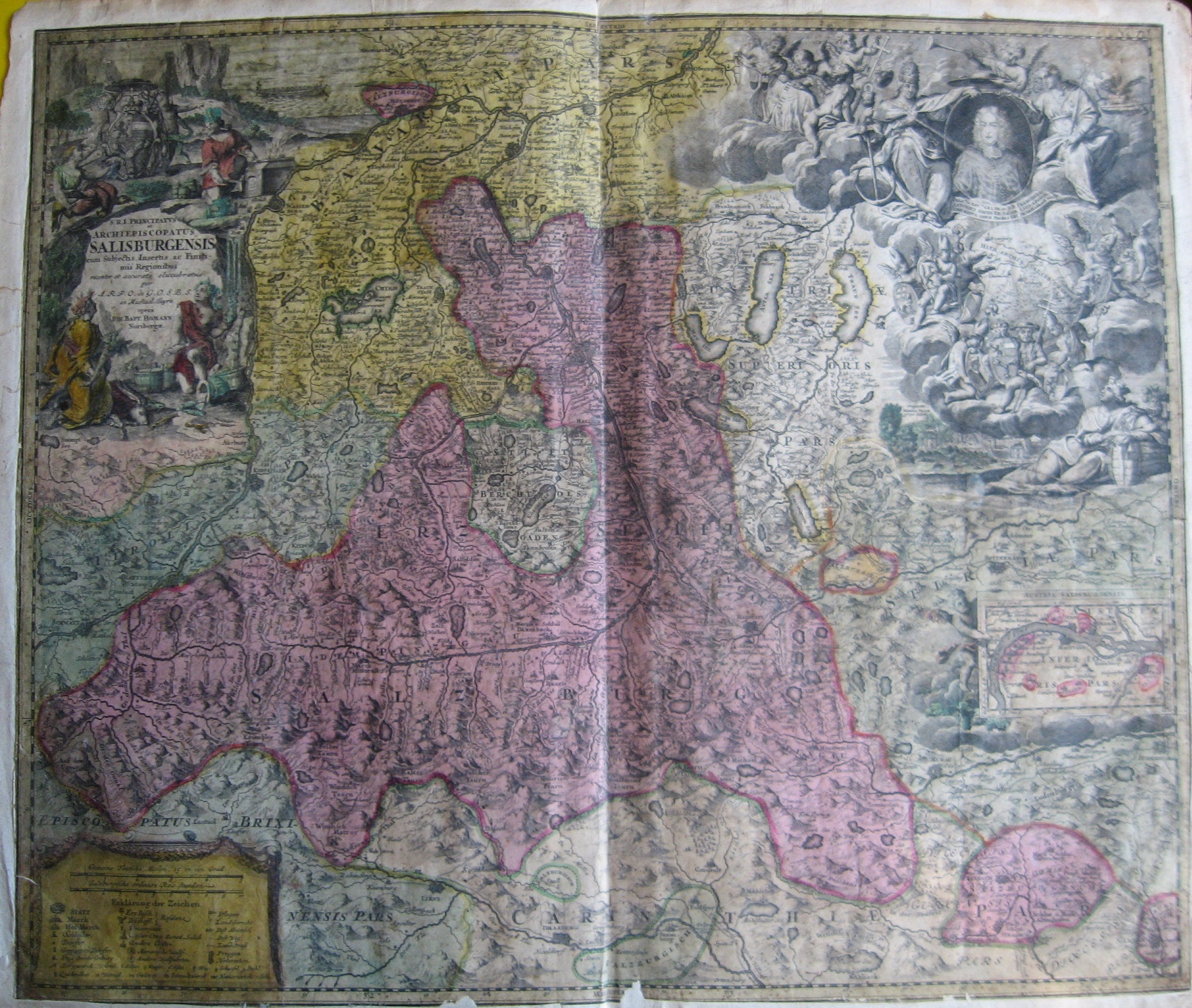
Tổng giáo phận Salzburg, năm 1715

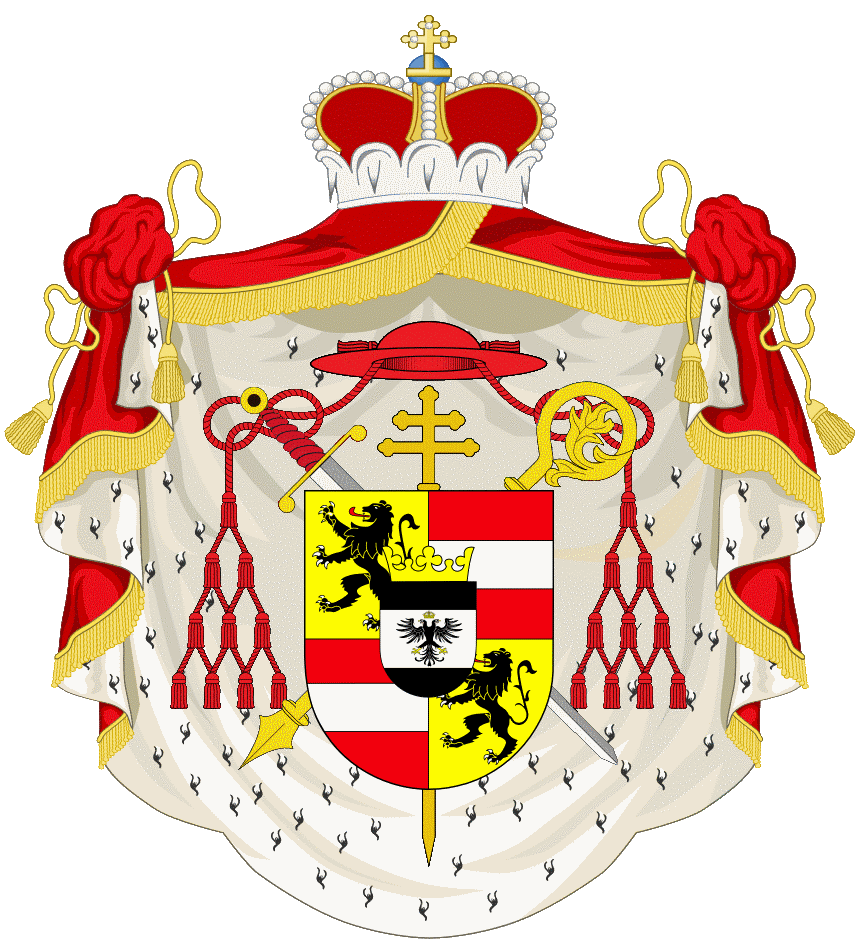
Huy hiệu của Hieronymus von Colloredo Tổng giám mục xứ Salzburg, kết hợp các yếu tố của huy hiệu hoàng gia và giáo hội.

Tổng giám mục Eberhard II xứ Regensberg được phong làm Thân vương đế chế (Fürst) vào năm 1213 và lập ra 3 giáo phận mới: Chiemsee (1216), Seckau (1218) và Lavant (1225). Năm 1241, tại Công đồng Regensburg, ông đã tố cáo Giáo hoàng Grêgôriô IX là "kẻ diệt vong, người mà họ gọi là Antichrist, kẻ trong sự khoe khoang ngông cuồng của mình đã nói rằng, Tôi là Thiên Chúa, tôi không thể sai lầm." Trong Interregnum của Đức, Salzburg phải chịu sự bối rối. Philip xứ Spanheim, người thừa kế của Lãnh địa Công tước Carinthia, từ chối nhận chức linh mục và được thay thế bởi Ulrich, Giám mục xứ Seckau.
Vua Rudolph I của Nhà Habsburg đã tranh cãi với các tổng giám mục thông qua sự thao túng của Tu viện trưởng Henry xứ Admont, và sau khi ông qua đời, các tổng giám mục và nhà Habsburg đã làm hòa vào năm 1297. Người dân và các tổng giám mục xứ Salzburgs vẫn trung thành với Nhà Habsburg trong cuộc đấu tranh chống lại Nhà Wittelsbach của Bayern. Khi Cái Chết đen ập vào Salzburg vào năm 1347, người Do Thái bị buộc tội đầu độc các giếng nước và phải chịu sự đàn áp dã man.

## Thế tục hóa
Năm 1803, Salzburg bị thế tục hóa với tư cách là Tuyển hầu xứ Salzburg và được trao cho cựu Đại công tước Ferdinand III xứ Toscana (em trai của Hoàng đế Franz II của Thánh chế La Mã), người đã mất ngai vàng. Năm 1805, nó trở thành một phần của Đế quốc Áo. Năm 1809, nó trở thành một phần của Vương quốc Bayern và đóng cửa Đại học Salzburg, cấm các tu viện nhận tập sinh, cấm hành hương và rước kiệu. Tổng giáo phận được tái lập thành Tổng giáo phận Công giáo La Mã Salzburg vào năm 1818 mà không có quyền lực tạm thời.
Cho đến ngày nay, Tổng Giám mục Salzburg cũng vẫn mang tước hiệu Primas Germaniae ("Giám mục đầu tiên của Đức"). Quyền hạn của chức danh này - không có thẩm quyền - bị giới hạn ở việc trở thành thông tín viên đầu tiên của Giáo hoàng trong thế giới nói tiếng Đức, nhưng đã từng bao gồm quyền chủ trì các Thân vương Thánh chế La Mã. Tổng giám mục cũng có tước hiệu Legatus Natus ("người thừa kế") cho Giáo hoàng, mặc dù không phải là hồng y nhưng mang lại cho Tổng giám mục đặc quyền mặc lễ phục màu đỏ (sâu hơn nhiều so với màu đỏ tươi của hồng y), ngay cả ở Rome.